# Municipio de Tepetzintla (Veracruz)
El municipio de Tepetzintla es uno de los municipios del estado mexicano de Veracruz, en México.

## Localización
Se encuentra localizado geográficamente al norte de la entidad, dentro de la parte montañosa de la Huasteca Baja. El pueblo de Tepetzintla, cabecera del Municipio del mismo nombre se encuentra a 21°10′ de latitud norte y 97°51′ de longitud oeste, a una altitud de 260 metros sobre el nivel del mar.

## Accesos
Comunicado por la carretera nacional pavimentada Tuxpan - Tampico, vía Tantoyuca. Tepetzintla se encuentra a 65 km de Tuxpan y a 37 km de Cerro Azul por carretera pavimentada.

## Límites
- Al norte: Chontla, Cerro Azul y Tancoco.
- Al sur: Álamo - Temapache.
- Al este: Cerro Azul.
- Al oeste: Chicontepec e Ixcatepec.

## Toponimia
Tepētzīntla es voz de origen náhuatl formado por los vocablos, tepē- 'cerro' o tepētzīn 'cerrito' y la terminación -tla que significa 'lugar'. Etimológicamente se traduce como 'lugar del cerrito'. Una segunda etimología propuesta sugiere que proviene de tepē- 'cerro' y cīntli 'maíz' o sea 'cerro del maíz'. O también es conocido como lugar al pie del cerro.

## Historia
Las crónicas antiguas señalan la existencia de una población llamada así desde la llegada de los conquistadores españoles. Población formada por gentes procedentes del Valle de México y pertenecientes a la cultura mexicana o nahua. La existencia del poblado se remonta desde la época del reinado del emperador Moctezuma.
En el año de 1780, el pueblo se encontraba en la ladera de la sierra de Otontepec, en el lugar denominado Cuāxilotitla < Cuā-xelo-ti-tla que quiere decir 'lugar [donde abundan] los plátanos', obligados seguramente por las crecientes del Río Buena Vista, que con frecuencia arrastraba a los pobladores junto con los animales domésticos tuvieron que abandonar aquellos lugares y establecerse en el segundo escalón del Cerro de Texisco, en donde se localiza hasta la fecha. Por los objetos encontrados y con base en los estudios realizados por los historiadores, Texisco “CERRO EN FORMA DE HUEVO”, fue un cerro cultural en el periodo clásico, poblado por teotihuacanos fusionado con totonacas.
En el año de 1877 es incendiado el pueblo siendo también a fines del siglo cuando pasa a pertenecer al primer cantón, cuando se dividía el Estado, estando situada la capital en el cantón de Ozuluama.
El 5 de febrero de 1907, un nuevo incendio da cuenta fácilmente de casi todas las casas de la localidad, dado lo precario de sus construcciones las cuales son basadas de materiales propios de la región como son: palma de paja, adobe, palos, etc., durante el periodo del movimiento revolucionario se suceden con frecuencia enfrentamientos entre los diferentes frentes generalmente villistas y carrancistas y así el general Peláez, acantonado en Temapache, de afiliación villista, decide ir a incendiar el poblado el cual era carrancista y lo logra; corría el año de 1908 cuando llegan a esta población varias compañías petroleras (todas ellas extranjeras) con vista de exploración y futura explotación, logrando ambas cosas siendo tres filiales todas de grandes trusts internacionales, la compañía de El Águila, la Compañía Petrolera de la Huasteca y la compañía Lowni.
Al principio del siglo, Tepetzintla logra el reconocimiento de Municipio Libre y Soberano. En el caso de 1962 y siendo Gobernador del Estado el licenciado Fernando López Arias, se le concede la gracia a Cerro Azul, perdiendo de esta manera el Municipio de Tepetzintla una gran cantidad de superficie territorial, pero conservando su libertad y soberanía.

## Presidentes municipales
Como se mencionó anteriormente, en el año de 1908 el pueblo fue incendiado y toda la documentación perteneciente al gobierno municipal fue quemado también, así es que no se cuenta con más información sobre el origen de nuestro pueblo y los presidentes municipales de ese tiempo, por lo cual lo que a continuación se presenta pertenece a la relación de los presidentes municipales a partir de 1924, que es hasta donde pudo rescatarse el nombre y tiempo de gobierno de los presidentes municipales:
| Año       | Presidente municipal                   |
| --------- | -------------------------------------- |
| 1924      | C. Antonio Reyes.                      |
| 1925      | C. Leonides Sebastián.                 |
| 1926-1927 | C. Basilio R. Miguel.                  |
| 1928-1929 | C. Eduardo Reyes.                      |
| 1930-1931 | C. Reyes Cruz.                         |
| 1932-1933 | C. Basilio R. Miguel.                  |
| 1934-1935 | C. Camilo Vázquez.                     |
| 1936-1937 | C. Fernando H. Cristóbal.              |
| 1938-1939 | C. Elpidio Nicolás.                    |
| 1940-1941 | C. Agustín Morales.                    |
| 1942-1943 | C. Fernando H. Cristóbal.              |
| 1944-1946 | C. Silvino Gerardo.                    |
| 1947-1949 | Profr. Alberto H. Cristóbal.           |
| 1950-1952 | C. Arnulfo Román Calderón.             |
| 1953-1955 | C. Refugio Sobrevilla Saldaña.         |
| 1956-1958 | C. Fernando H. Cristóbal.              |
| 1959-1961 | C. Arnulfo Román Calderón.             |
| 1961-1964 | M.V.Z. Melquíadez Miguel Alejandre.    |
| 1964-1967 | Profr. Anastacio de la Cruz Hernández. |
| 1967-1970 | C. Luis de la Cruz Miguel.             |
| 1970-1973 | C. Fortino de la Cruz Ordóñez.         |
| 1973-1976 | C. Macario González Félix.             |
| 1976-1979 | C. Venancio Hernández Cruz.            |
| 1079-1982 | Ing. Carlos Gerardo Marcial.           |
| 1982-1985 | Profr. Evencio Cruz Malerva.           |
| 1985-1988 | Profr. Isnardo Francisco Candelario.   |
| 1988-1991 | Profr. Vicente Reyes Cruz.             |
| 1992-1994 | C. Braulio de la Cruz Canuto.          |
| 1995-1997 | C. Crescencio Vera Vidal.              |
| 1998-2000 | M.V.Z. José Antonio Aviles Gerardo.    |
| 2001-2004 | Dr. Alfredo Onofre Herrera.            |
| 2005-2007 | Ing. Jesús Zenil Méndez.               |
| 2008-2010 | Prof. Roberto Galván.                  |
| 2011-2013 | Prof. Eleuterio Aguilar Mejia.         |
| 2014      | Ing. Jesús Zenil Méndez.               |
| 2015-2017 | Profra. Teresa Amor Muñoz.             |
| 2018-2021 | C. Olga Isela Gerardo Morales          |
| 2022-2025 | Prof. Roberto Miguel Galván            |

## Extensión geográfica
El Municipio de Tepetzintla tiene una extensión geográfica de 245,56 km², que representa el 0,84% del total del Estado.

## Hidrografía
Los recursos hidrológicos del Municipio de Tepetzintla cuenta con las siguientes fuentes básicamente:
- Ríos: en el territorio se encuentra un río o arroyo importante el cual durante todo el año lleva un caudal uniforme y que su magnitud influye tanto climáticamente como agrícolamente, se le puede considerar alguna importancia al Río Buenavista, el cual nace en la Sierra de San Juan Otontepec y corre una vasta extensión para encontrarse con el Río Pantepec, tributario del Río Tuxpan, el cual alimenta a la Laguna de Tamiahua para después internarse en el Golfo de México.

- Arroyos: aquí podemos citar que estos se forman solamente durante la época de lluvias y son los del Humo que se localizan dentro de la Sierra de Otontepec, Tenexco, Braneros. Además hay que mencionar que dentro de la comunidad de Tepetzintla se encuentran varios arroyitos los cuales por desgracia cuentan con un alto grado de contaminación, mismos que no llevan un caudal importante y varían mucho durante las estaciones del año.

- Manantiales: existen manantiales en los márgenes de Buenavista entre los que destaca el famoso “CHICHIPICA” (que cae gota a gota) el cual nunca pierde su abundancia, a cuya caída de agua concurría la gente hasta 1973 a recoger el preciado líquido. Además dentro del Municipio existe una poza para extraer dicho líquido.

### Problemas de agua
Los problemas más grandes que aquejan el Municipio respecto al agua son: escasez de agua potable, insuficiencia de la red de distribución, en los lugares donde se encuentra la única fuente de distribución y de abastecimiento que es el Río Buenavista. Por lo anterior, el potencial hidrológico es considerable; aunque en los últimos años la tala inmoderada de los bosques sobre todo en la sierra ha disminuido la precipitación pluvial y por consiguiente la disminución de la alimentación de los ríos y arroyos del Municipio y aledaños, que se acentúan en los meses de sequía.

## Clima
El clima en el Municipio es cálido extremoso con régimen de lluvia en los meses de junio, julio, agosto y septiembre, siendo los meses más calurosos abril, mayo, junio, julio y agosto.
El Municipio se encuentra a 260 m sobre el nivel del mar, el clima es caluroso - húmedo la lluvia anual es más o menos de 1900 mm como mínimo y el máximo de 1.209 mm con una medida de 1.554 mm. Su temperatura es de 35 °C como máximo y de 10 °C como mínimo y la temperatura media es de 22 °C.

## Orografía
Por su orografía el Municipio de Tepetzintla, Ver., presenta tres formas características de relieve:
- La primera corresponde a las zonas accidentadas y abarca aproximadamente el 18% de la superficie.
- La segunda corresponde a las zonas semiplanas y abarca aproximadamente el 80% de la superficie.
- La tercera corresponde a las zonas planas y abarca aproximadamente el 2% de la superficie.

Las zonas accidentadas se localizan en Tierra Blanca, Tecomate, Cuamanco, Apachicruz, La Bella, Piedra Grande, esta región está formada por montañas escarpadas, sin embargo, estas elevaciones montañosas en el Municipio no rebasan más allá de los 750 m sobre el nivel del mar; pero contribuyen a mantener una temperatura, que tomando en cuenta la situación geográfica, es más o menos agradable.
Las sierras más importantes que adquieren nombre por ser visibles desde la población y por sus características son La Mujer Dormida, la Sierra del Tigre y la Sierra de la Peña.

## Flora
Antiguamente existían extensos bosques de maderas finas, actualmente la tala inmoderada y la necesidad de tierras para la cría de ganado, han convertido la mayoría de los bosques en extensiones admiradas de pastizales de pangola y estrella mejorada. Los bosques que perduran son de la parte más alta de las montañas, donde se pueden encontrar árboles de chijol, alzaprino, zapote y muy pocos árboles de cedro rojo.
Las más cultivada en esta zona Veracruzana para producto alimentario humano son el maíz, frijol, chile, todo esto con técnica rudimentaria porque no existe sistema de riego, otro producto que se está extendiendo rápidamente en la actualidad es el plantío de naranjo en sus distintas variedades.
Por lo anterior expuesto, las cosechas año con año van siendo cada vez más pobres, pues debemos agregar que son siembras de temporal. Los dos alimentos básicos de la población son el frijol y el maíz.

### Estadísticas actividad agrícola
Los suelos utilizados en esta actividad agrícola se encuentran distribuidos de la siguiente manera:
a).- Tierras de riego, con siembras constantes durante el año se tienen aproximadamente 40 ha.
b).- Tierras de temporal, con siembras anuales se tienen aproximadamente 528 ha de las cuales son de uso extensivo. La Secretaría de Agricultura y Recursos Hidráulicos tienen en construcción un distrito de riego de 800 ha.
Los terrenos ubicados dentro del Municipio de Tepetzintla, guardan actualmente la siguiente situación legal:
1. Propiedad privada aproximadamente 19196 -30-80 ha
2. Propiedad Federal, Estatal y Municipal 80 ha
3. Propiedad Comunal 20 ha, casi no existe este tipo de tenencia.
4. Propiedad Ejidal aproximadamente 4891 - 63 -22 ha

## Fauna
Entre las especies salvajes las cuales existen grandes cantidades de animales de los campos y bosques aunque algunos de ellas en proceso de extinción por la casería y el desmonte. Todavía en la cercanía de la población podemos encontrar conejo, ardillas, tepescuintle, armadillo, aves de diferentes clases como pájaros carpinteros, gavilancillo, papan real, aguilillas, luises, calandrias, chupamirtos, palomas de diversas clases, etc.
En los campos y bosques existen aún zorros, coyotes, mapaches, tejones, martas, etc., dentro de las sierras existen muchos de estos animales; además los armadillos, gallinas salvajes, coyotes, venados, tigrillos y diversas especies de víboras, encontrándose constrictoras como el mazacuate, raneras, pasando por las venenosas como el cascabel, nauyaca, cuatro narices, coralillo, vejuquillo.
En los riachuelos que vienen de la sierra y en las lagunas podemos encontrar peces como lo son: los guapotes, charalillos, guabina, crustáceos como del tipo de camarón de roca, acamayas, jaibas. Entre los Arácnidos venenosos tenemos las tarántulas, arañas capulinas, viudas negras, alacranes de varios tipos y tamaños, siendo impresionante la cantidad de arañas en la época de calor observándose hasta por el tránsito del camino y carreteras.
La erradicación de la garrapata (insecto abundante en la época seca del año) se está logrando mediante el baño del ganado así como la erradicación de los moscos con las campañas contra el paludismo. El hecho de que conozcamos determinada región, su flora y su fauna nos podría situar en relación directa con el aumento de su potencial económico y su aprovechamiento integral para su mejor utilización en beneficio de la población.
Es radical el hecho de que esta zona al practicarse la manufactura del cultivo de maíz y frijol a pesar de encontrarnos en una zona adecuada de tierras para la agricultura nos damos cuenta de que las cosechas logradas no tienen relación con la calidad de estas, por lo anterior expresado; es importante la aplicación de nuevas técnicas y la rotación del cultivo que nos llevaría a la aplicación del mercado para la mejor cotización de los productos y que generaría un cambio dentro de la dieta tradicional, la cual es a base de maíz.
es el  más importante es la tiara es parecido al aguacate pero sabe con a mango medio agridulce.para los mexicas era muy importante

## Demografía
La población total del Municipio de Tepetzintla, Ver., de acuerdo al último Censo Preliminar de Población y Vivienda del 2000 se estimaba en una población total de 13,738 habitantes, de los cuales 6,783 son hombres y 6,955 mujeres; considerándose en su totalidad población rural.
La Cabecera Municipal de esta población está compuesta aproximadamente por un 60% de mestizos y de un 40% de población indígena. En lo que se refiere al Municipio en general la población indígena aumenta en un 65% y disminuye la mestiza a un 35%, esto está sujeto a variación de acuerdo a las localidades ya que en algunas el 100% es de población indígena.
El promedio de los miembros de familia es de 7 personas principalmente en el medio rural, cabe señalar que una de las causas de que el número de miembros por familia sea elevado es el hecho de que viven juntos abuelos, padres, hijos y nietos.

## Educación
En cuanto a los preceptos educativos, el Municipio presenta los niveles educacionales de: Preescolar, Primaria, Secundaria y Telebachillerato. Teniendo la siguiente plantilla, dos escuelas primarias federales completas, una escuela primaria estatal completa,tres jardines de niños, una escuela secundaria particular incorporada, una escuela secundaria técnica agropecuaria y un telebachillerato. Los lugares de estudio e investigación, se encuentran en la escuela secundaria técnica que cuenta con una biblioteca y una hemeroteca y en el Palacio Municipal existe también una Biblioteca Pública con servicio en días hábiles.
En el Municipio de Tepetzintla las comunidades que cuentan con escuelas primarias completas son: Cuamanco, Copaltitla, La Laja, La Loma, Apachicruz, Moyutla, San José, Xilitla, Corral Falso, Tierra Blanca, El Humo, Tecomate y la Guásima.
La deserción escolar no es un problema mayoritario pero si adquiere un cierto grado de importancia que generalmente está propiciado por el nivel de vida del alumno, la idiosincrasia muy particular de los individuos. Un porcentaje apreciable de los alumnos que concluyen sus estudios de secundaria y preparatoria emigran a ciudades donde existe mayor nivel escolar, siendo importante la aspiración al magisterio.

## Población económicamente activa
Conforme a los últimos datos del X Censo General de Población y Vivienda, el Municipio de Tepetzintla de un total de 3,347 habitantes que representaban el 26% de la población estaban distribuidos de la siguiente manera: en el Sector Primario por 2,218 personas que en su mayoría se dedican principalmente a la agricultura y a la ganadería; en el Sector Secundario se contemplaban 211 personas que se dedicaban a la industria manufacturera y de la construcción; y en el Sector Terciario 133 personas que se dedican a actividades del comercio y servicios de gobierno, educación, sociales, comunales y transporte.

## Actividades económicas
De acuerdo a las actividades que desarrolla cada persona como fuente de ingresos, tenemos entre las principales:

### Agricultura
La mayoría de las personas llevan a cabo esta actividad cultivando en sus milpas o en tierras prestadas o alquiladas, otros como comuneros, como ejidatarios o pequeños propietarios teniendo como horario promedio desde las 7:00 hasta las 17:00.
Los principales productos de la actividad agrícola que se realiza en el Municipio de Tepetzintla son el maíz.
Asimismo se cultivan en menor escala el plátano, naranja, limón, papaya, mango, aguacate, camote, yuca, chile y otros productos con menos importancia.
La principal forma de cultivo es la de temporal sembrándose dos veces al año, calculando las épocas de lluvia que favorecen los cultivos. Los medios con que cuenta el campesino son muy rudimentarios por lo que hacen su trabajo lento y difícil, ya que son muy pocos los que cuentan con maquinaria agrícola, existen además factores que afectan a la agricultura como son las sequías y las plagas así como la falta de transporte para vender sus productos, lo que propicia que los acaparadores obtengan los productos a bajos precios que repercute en la economía del campesino.

### Ganadería
Los vaqueros perciben un salario más alto que los jornaleros, los ganaderos dueños de los ranchos y fincas son los que tienen mejor nivel de vida, seguidos por los comerciantes. Los ganaderos se encuentran agrupados dentro de una asociación ganadera local, filial de la ganadera regional del norte de Veracruz, cuya sede radica en la ciudad de Túxpam; por lo que se encuentra debidamente asesorada además de contar con créditos particulares, por lo que la producción de ganado bovino es abundante en la zona, aunque no todos los dueños de ganado pertenecen a la Unión Ganadera, sobre todo los pequeños propietarios.
La actividad de la Ganadería ocupa un 5.5% en la Cabecera Municipal, en función de la producción de ganado se agrupa en: ganado lechero, ganado de engorda y ganado de cría. La carne que se consume en el Municipio es la mínima parte de la producción ya que la mayor parte es trasladada a la Ciudad de México por los introductores de carne.
La producción de leche del ganado vacuno, una parte la consumen los habitantes de las comunidades y de la Cabecera Municipal y otra parte se utiliza para elaborar quesos y sus derivados.

### Avicultura y Apicultura
Se limita a los gallineros domésticos, constituyendo en algunos casos focos de infección; la actividad apícola es escasa.

### Comercio
Existen generalmente dos tipos. El Comercio Interno que es más difundido principalmente en la Cabecera Municipal en donde existen aproximadamente 50 establecimientos de diferente índole, desde panaderías, zapaterías, papelerías, farmacias y tiendas de abarrotes.
El Comercio Externo es lo que se conoce como lo venta de fritangas y puestos ambulantes como el de algunas personas que salen a vender sus productos a las localidades y municipio cercanos como es la venta del platillo tradicional típico de la región el famoso “Zacahuil”.
Existe un gran número de personas que se dedican a la albañilería, siendo una importante fuente de trabajo ya que últimamente se han venido construyendo un mayor número de viviendas y pavimentación de calles, banquetas y guarniciones que ameritan esta mano de obra y por consiguiente mayor demanda de personal para este oficio.
En el Municipio existe una sola industria llamada “Quehua” que significa quesos de la Huasteca; es una asociación que acapara gran parte de la producción lechera de la región elaborando con ella quesos de todos tipos y de excelente calidad, además de sus derivados, que actualmente se está extendiendo su venta a una buena parte del Estado de Veracruz, así como también en el Estado de Tamaulipas.
En el año de 2001 se incorporó el primer servicio de Internet establecido, iniciando una etapa nueva en el municipio (Jireh.com), en el año de 2004 la primera escuela técnica con especialidad en computación.